# Leopold Wannowski
Leopold Wannowski (ur. 5 września 1798, zm. 28 kwietnia 1849 w Słucku) – duchowny Jednoty Litewskiej, nadzorca (inspektor) gimnazjum w Słucku.

## Życiorys
Syn pastora Michała i Ludwiki Aleksandry z Hazlerów (1877-1867), brat Felicjana i Konstantego.
W latach 1806–1814 Leopold Wannowski studiował w gimnazjum w Słucku (w 1809 r. zmieniono status gimnazjum na szkołę powiatową). W 1810 r. otrzymał stypendium od Petrozolina. Ksiądz Bogusław Kurnatowski (1783–1820), nauczyciel literatury, zaszczepił w nim miłość do swojego przedmiotu. W szkole przyjaźnił się, podobnie jak jego bracia Felicjan i Konstanty, z Wawrzyńcem Puttkamerem (1794–1850), późniejszym wieloletnim dyrektorem i kuratorem Synodu Jednoty Litewskiej, lidzkim marszałkiem powiatowym, który był znany jako liberał i obrońca chłopów.
W roku ukończenia szkoły słuckiej Synod Wileński przyznał Leopoldowi Wannowskiemu stypendium na studia na Uniwersytecie Wileńskim, na którym ukończył Wydział Fizyko-Matematyczny oraz doskonalił język polski, i gdzie studiował z Adamem Mickiewiczem i Tomaszem Zanem, założycielami Towarzystwa Filomatycznego.
Po ukończeniu studiów, prawdopodobnie z powodu problemów zdrowotnych, powrócił do Słucka i spędził rok w domu rodziców.
W 1817 r., otrzymawszy stypendium Synodu Wileńskiego, wyjechał na studia teologiczne do Królewca, gdzie studiował także filozofię. Zły stan zdrowia nie pozwolił mu na dalsze studia, więc po dwóch latach powrócił do Słucka.
Został zatrudniony jako nauczyciel języka niemieckiego w słuckiej szkole powiatowej, a po śmierci Bogusława Kurnatowskiego został nauczycielem historii, języka polskiego i łaciny. Był także korepetytorem.
W 1825 r. zdał egzamin na diakona i w tym samym roku, po rezygnacji ojca, księdza Michała Wannowskiego, został nadzorcą (prefektem, inspektorem) szkoły.
Jego pierwszym ważnym zadaniem było ponowne przekształcenie słuckiej szkoły powiatowej w gimnazjum, co stało się w 1827 r. Wannowskiemu udało się uzyskać dotację w wysokości 2600 rubli rocznie i prawo wyboru nauczycieli rekomendowanych przez Uniwersytet Wileński.
Jako kurator słuckiego gimnazjum Leopold Wannowski dołożył wszelkich starań, aby poprawić jakość nauczania. Pomagali mu w tym profesorowie: Henryk Kurnatowski (1809-1889), Erazm Petrozolin (1807-1870 lub 1884), Marcin Reczyński (1802-1876), Józef Sewruk (1792-1836) oraz bracia Felicjan i Konstanty. W wyniku działań pedagogów wzrosła liczba studentów, a tym samym poprawiła się sytuacja finansowa szkoły.
Miejscowa szlachta, z której rekrutowała się większość uczniów, wspierała finansowo słuckie gimnazjum. Dzięki temu w 1829 r. Leopold Wannowski rozpoczął budowę nowego przestronnego budynku szkoły według projektu architekta guberni wileńskiej Karola Gregotowicza i profesora architektury na Uniwersytecie Wileńskim, Karola Podczaszyńskiego. Nieco później, dzięki interwencji Wannowskiego i darowiznom Lwa Wittgensteina (1799–1866), zbudowano budynek konwiktu (internatu), który mógł pomieścić 50 studentów. Uroczyste otwarcie nowego budynku gimnazjum odbyło się w 1840 r.
Ksiądz Wannowski stał również na czele komitetu budowlanego nowego murowanego kościoła, który został ukończony po jego śmierci w 1853 r.
Do 1824 r., kiedy kuratorem okręgu szkolnego w Wilnie był Adam Jerzy Czartoryski, utrzymywany był polski charakter edukacji. Liberalna polityka władz rosyjskich zakończyła się wraz z nadejściem nowego kuratora, Nikołaja Nowosilcowa. Rozpoczęła się wówczas rusyfikacja i stopniowe zmniejszanie się wpływu Kościoła Ewangelicko-Reformowanego na działalność gimnazjum. Wileński okręg szkolny wraz z Uniwersytetem Wileńskim przestały istnieć w 1832 r. Gimnazjum w Słucku włączono do białoruskiego okręgu edukacyjnego, którego kuratorem był Grigorij Kartaszewski. Przejawami rusyfikacji stały się m.in. dominacja rosyjskich nauczycieli i dyskryminacja miejscowej szlachty.
Pomimo starań Synodu Wileńskiego, wspartych przez Stefana Grabowskiego, i pomimo odwołań do ministra Siergieja Uwarowa gimnazjum słuckie upodobniono do innych instytucji tego typu. Istota reformy polegała na tym, że wpływ Synodu na działalność pedagogiczną został ograniczony, mianowanie dyrektora oraz nauczycieli języka rosyjskiego i historii odbywało się za zgodą cara, a inspektora (tzw. nadzorcę) wybieranego przez Synod zatwierdzał minister oświaty. Językiem wykładowym stał się język rosyjski, jedynie nauka religii dla uczniów wyznania kalwińskiego pozostała w języku polskim.
Podczas pracy Wannowskiego na stanowisku nadzorcy dyrektorami gimnazjum byli Nikołaj Czasznikow (Николай Васильевич Чашников, od 1836 r.), Iwan Andriejewski (Иван Иоакимович Андреевский, od 1837 r.) i Kristien Adamowicz (Кристен Михайлович Адамович, od 1838 r.).
31 lipca 1832 r. superintendent białoruski Józef Kühn (1769–1843) mianował Wannowskiego honorowym wicesuperintendentem, a w 1833 r. – wicesuperintendentem białoruskim. Podczas synodu, który odbył się w Wilnie 22 lipca 1843 r., Aleksander Aniszewski mianował Wannowskiego na stanowisko superintendenta. Leopold Wannowski, mimo złego stanu zdrowia, nadal pracował jako inspektor oraz nauczyciel języka polskiego w starszych klasach gimnazjum.
Cieszył się uznaniem swoich uczniów (m.in. Antoniego Pietkiewicza), a także kuratora Kartaszewskiego.
Wannowski nie założył rodziny, oddając się pracy na rzecz swojego Kościoła i szkoły. Wiele czasu poświęcał na kontakty z uczniami, ale także na pogłębianie swojej wiedzy, m.in. nauczył się języka greckiego i hebrajskiego oraz rosyjskiego, w którym wykładał, zastępując nieobecnych nauczycieli. Znany był także ze swoich kazań, z których drukiem wydane zostało jedno, wygłoszone z okazji otwarcia nowego kościoła w Wilnie. Pracował nad monografią historii reformacji na Litwie oraz działał w komitecie przygotowującym wydanie kancjonału.
1 listopada 1838 roku otrzymał Order Świętego Stanisława IV klasy.
Leopold Wannowski zmarł na tyfus 28 kwietnia 1849 w Słucku. Został pochowany na słuckim cmentarzu miejskim w części protestanckiej. Jego pamięci poświęcona była tablica umieszczona w nieistniejącym już kościele.